# Väinö Linna
Väinö Linna (ur. 20 grudnia 1920, zm. 21 kwietnia 1992) – fiński pisarz. Zyskał literacką sławę po wydaniu powieści "Żołnierz nieznany" (Tuntematon Sotilas), umocnił swoją pozycję trylogią Täällä Pohjantähden Alla (Tu, pod gwiazdą polarną; otrzymał za nią w 1963 r. Nagrodę literacką Rady Nordyckiej).
Linna urodził się w niewielkim miasteczku Urjala, niedaleko Tampere. Jego rodzicami byli Viktor (Vihtori) Linna (1874–1927) i Johanna Maria (Maija) Linna (1888–1972). Po skończeniu edukacji wyprowadził się do Tampere, gdzie był pracownikiem fizycznym i robotnikiem w fabryce, zanim został powołany do wojska. Linna zapisywał notatki o przeżyciach swoich o swojej dywizji na froncie w czasie wojny. Niepowodzenie z wydaniem jego zapisków popchnęło go do spalenia ich. Później, pod wpływem swoich doświadczeń napisał powieść Tuntematon Sotilas (Żołnierz nieznany).
Utwór Żołnierz nieznany był pierwszą fińską powieścią wojenną opisującą wojnę w realistyczny sposób, w miejsce romantycznych i mistycznych naleciałości robiących z powieści heroiczną epopeję. Stanowiła polemikę z obrazem fińskiego żołnierza utrwalonego przez Johana Runeberga. Później Linna powiedział, że utwór Ericha Marii Remarque'a Na Zachodzie bez zmian miał na niego ogromny wpływ przy pisaniu Żołnierza nieznanego.
Jak większość innowacji, powieść była mocno krytykowana przez współczesnych Linnie.